# Shortbread
Shortbread is een soort zandkoekje dat in het Verenigd Koninkrijk traditioneel gemaakt wordt van een deel suiker, twee delen boter en drie delen bloem. Dit is in termen van gewicht, dus bijvoorbeeld 100 gram suiker, 200 gram boter en 300 gram bloem.  Moderne recepten wijken steeds vaker af van deze verhouding door de suiker te verdelen in gelijke delen kristalsuiker en poedersuiker en/of het toevoegen van een beetje zout.
Shortbread dankt zijn naam aan zijn kruimelige textuur (vanuit een oude betekenis van "short"). Deze textuur komt door het hoge vetgehalte dat de boter in het recept met zich meebrengt. De kruimelige textuur is het resultaat van het vet dat de vorming van lange eiwitten (gluten) remt. Als alternatief kan de naam afgeleid worden van het woord  "shorts", de zemelen en het ruwe deel van meel.
Shortbread verschilt van het ook bestaande biscuitje "shortcake", dat gemaakt wordt met plantaardig vet in plaats van boter en altijd gebruikmaakt van een chemisch rijsmiddel zoals bakpoeder, waardoor het een andere textuur heeft.
Shortbread-biscuitjes behouden hun vorm onder druk, wat ze ideaal maakt voor een verpakte lunch en dergelijke.

## Bakprocedure
Shortbread wordt op een lage temperatuur gebakken (bijvoorbeeld 15 minuten op 160 graden Celsius) om ze niet te bruin te laten worden. Wanneer de koekjes uit de oven komen zijn ze nog nagenoeg wit, of licht goudbruin. De koekjes kunnen eventueel meteen na (of net voor) het bakken besprenkeld worden met suiker en/of kaneel.

## Vormen

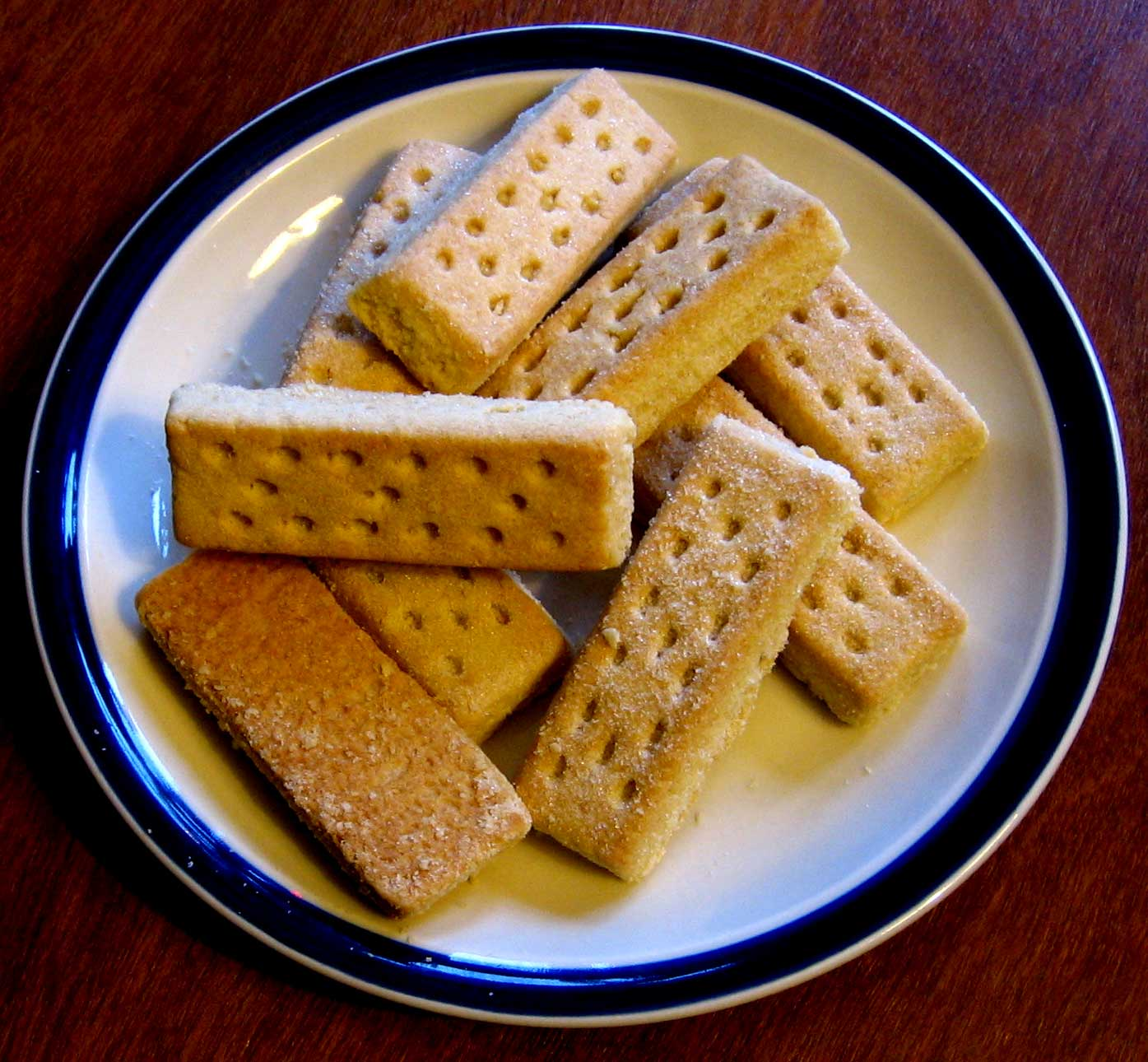
Shortbread fingers

Shortbread kent traditioneel drie vormen: De eerste vorm is een grote cirkel die meteen na het bakken in delen wordt gesneden. De tweede vorm heet Petticoat tails, shortbreadpunten die wellicht zo genoemd worden door de vorm van de petticoat of anders mogelijk afstamt van het Franse petits cotés (gegeten met een glas wijn en/of met petites gastelles, oud Frans voor kleine cakes). De derde vorm zijn individueel gebakken ronde biscuitjes (shortbread rounds) of een dikke (¾" / 2 cm) langwerpige plak die na het bakken in vingers gesneden wordt.
Doordat het deeg vaak eerst gekoeld wordt in de koelkast is het deeg stijf en behoudt het zijn vorm tijdens het bakken. De koekjes worden vaak van een motief voorzien door deze voor het bakken met een vork in te prikken of plat te duwen.

## Culturele associaties
Shortbread wordt vaak geassocieerd met Schotland en vindt ook daar zijn herkomst, maar door zijn populariteit wordt het ook gemaakt in de rest van het Verenigd Koninkrijk. Gelijkende koekjes worden ook gemaakt in onder andere Denemarken, Ierland en Zweden. De Schotse versie is de bekendste en Walkers Shortbread Ltd is Schotlands grootste voedselexporteur.
Shortbread heeft in 2006 het Verenigd Koninkrijk gerepresenteerd bij het evenement Café Europe tijdens het Oostenrijkse voorzitterschap van de Europese Unie.
Schotse chef John Quigley, van Glasgow's Red Onion, beschrijft shortbread als "Het juweel in de kroon" van de Schotse bakkerijsector.

## Geschiedenis
Shortbread is een klassiek Schots dessert dat bestaat uit de nog steeds veel gebruikte ingrediënten: bloem, suiker en boter. Dit dessert is het gevolg van het middeleeuwse biscuitbrood met gist dat twee keer gebakken werd en verrijkt werd met suiker en specerijen en verhard werd tot een harde, droge, gezoete biscuit, die de voorloper is van de beschuit. Uiteindelijk werd het gist uit het oorspronkelijke recept vervangen door boter, dat steeds vaker gebruikt werd als hoofdbestanddeel in Brittannië en Ierland.
Hoewel shortbread al in de 12e eeuw gemaakt werd, is de verfijning ervan toegekend aan Mary, Queen of Scots, uit de 16e eeuw. De naam van de bekendste en meest traditionele vorm van shortbread Petticoat tails is volgens verhalen wellicht bedacht door Queen Mary. Dit type shortbread was gebakken, in driehoeken gesneden en op smaak gebracht met karwijzaden.
Shortbread was duur en voorbehouden als een luxeproduct voor speciale gelegenheden als Kerstmis, Hogmanay (Schotse oudjaarsavond), en bruiloften. In Shetland is het traditie om een versierd shortbread-biscuitje boven het hoofd van een pasgetrouwde bruid in de deuropening van haar nieuwe huis te breken.